# Maison Andrew
Pour les articles homonymes, voir Domaine Wabenaki-Andrew et Chalet Wabenaki.
La maison Andrew est un bâtiment récréatif du domaine Wabenaki-Andrew, situé dans le parc national de la Mauricie à Shawinigan, au Québec (Canada). 

## Histoire

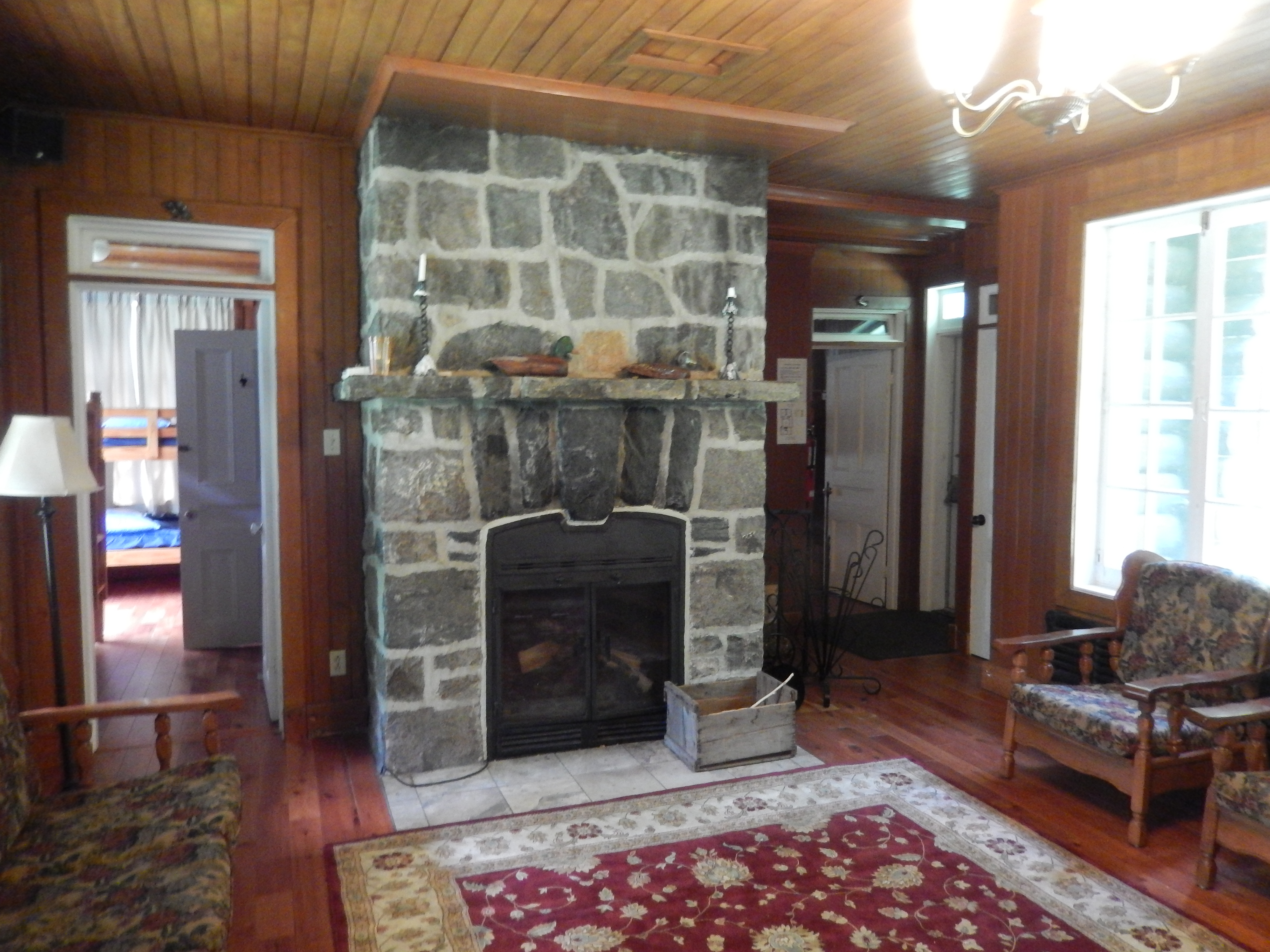
Intérieur de la maison Andrew.

Le chalet Wabenaki, ainsi que la maison Andrew, ont été reconnus comme édifice fédéral du patrimoine le 2 octobre 1991 par le Bureau d'examen des édifices fédéraux du patrimoine.
Dès la fin du XIXe siècle, de riches touristes américains s'installèrent sur le territoire et ouvrirent des clubs privés de chasse et pêche. Les trois premiers sont le Shawinigan Club ouvert en 1883, le Laurentian Club, en 1886 et le Club Commodore en 1905. Deux des clubs sont fondés par Louis-Alphonse Boyer de Montréal, dont le club Winchester situé sur les bords du lac Wapizagonke. Treize autres clubs moins prestigieux s'installèrent sur le territoire du parc entre 1940 et la création du parc en 1970. Les membres de ses clubs étaient triés sur le volet et bénéficiaient du droit de chasser et pêcher sur ses territoires. Bien qu'ils permirent une certaine protection de la nature dans le territoire du parc, ces clubs ont eu pour effet d'introduire de nombreuses espèces de poissons exotiques dans les lacs. De ces clubs, il ne reste plus que les gîtes Wabenaki et Andrew, anciennes propriétés du Laurentian Club, qui sont situées sur le bord du lac à la Pêche. Ils ont été acquis par Parcs Canada en 1972 et les gîtes Wabenaki et Andrew ont été transformés en dortoirs et chambres à l'intention des visiteurs.